# Зайцев, Гавриил Семёнович
Гавриил Семёнович Зайцев (18 марта 1887, Москва — 17 января 1929, там же) — советский биолог, ботаник, растениевод и учёный-селекционер.

## Биография
Родился 18 марта 1887 года в Москве в семье служащего текстильных фирм. В 1909 году окончил Земледельческую школу, а в 1914 году Московский сельскохозяйственный институт. С 1914-по 1918 год работал в Средней Азии на Голодностепской сельскохозяйственной опытной станции. С 1918-по 1919 год работал на Ферганской селекционной станции. С 1922 по 1929 год заведовал основанной им Туркестанской селекционной станцией близ Ташкента, одновременно с этим возглавлял секцию хлопчатника во Всесоюзном институте прикладной ботаники и новых культур и кафедру хлопководства в Среднеазиатском университете в Ташкенте. Гавриил Семёнов являлся представителем научной школы имени Сергея Вавилова, а также соратником Вавилова.
Скончался 17 января 1929 года в Москве. Похоронен на 4-м участке Новодевичьего кладбища
Работы Зайцева использовал в своих ранних исследованиях Трофим Лысенко, но после смерти ученого об этих источниках больше не упоминал.

## Научные работы
Основные научные работы посвящены изучению биологии и выведению новых сортов хлопчатника, разработке научных основ хлопководства.
- Вывел ряд сортов и создал агроботаническую классификацию хлопчатника, разделив его на четыре группы — центральноамериканскую, южноамериканскую, индокитайскую и африканскую.
- Относил хлопчатник к растениям «короткого дня».
- Любил собирать гербарий из различных видов растений, в т.ч из хлопчатника.